# Dialekte in Österreich
Bairische bzw. alemannische Dialekte werden in Österreich zusätzlich zur Hochsprache des österreichischen Deutsch, einer Standardvarietät des Deutschen, recht häufig gebraucht. Zusätzlich gibt es anerkannte und nicht anerkannte Minderheitensprachen in Österreich.
Die Mundarten gehören zu den oberdeutschen Dialekten (mittel- und südbairisch sowie alemannische Dialekte in Westösterreich). Da die österreichische Staatsgrenze historisch gesehen keine Sprachgrenze war und es seit der schleichenden Auflösung des Heiligen Römischen Reichs (HRR) bis zur Gründung der (ersten) Republik Österreich zu zahlreichen Gebietsverschiebungen kam (Salzburg ist das wohl prominenteste Beispiel), teilen die in Österreich gesprochenen süddeutschen Dialekte einige sprachliche Besonderheiten mit dem übrigen bairischen Sprachraum in Bayern und dem alemannisch-schwäbischen Sprachraum auf allen Seiten des Bodensees (siehe hierzu auch deutsches Dialektkontinuum).
Zusätzlich zu den vielen verschiedenen Ortsdialekten, die in reiner Form meist nur noch von den älteren Dorfbewohnern gesprochen werden, haben sich in den einzelnen Bundesländern regionale „Landesdialekte“ gebildet.

## Umgangssprache und regionale Dialektformen
Siehe auch: Wienerisch, Tirolerisch, Kärntnerisch, Vorarlbergerisch, Böhmakeln, Hianzisch

### Besonderheiten der Regionaldialekte
Der dialektale Wortschatz wird erfasst und beschrieben im Wörterbuch der bairischen Mundarten in Österreich. (Zur ausführlichen Darstellung der bairischen Mundarten in Österreich siehe den Hauptartikel Bairische Sprache.)
Die unterschiedlichen Dialekte sind für einen Großteil der Bevölkerung die tägliche Umgangssprache, wobei im Sprachgebrauch älterer Menschen (wie fast überall im deutschen Sprachraum) sich meist mehr Dialektausdrücke finden, als von den nachfolgenden Generationen, vor allem in städtischem Umfeld, verwendet werden. In manchen größeren Städten bildet sich deshalb meist eine Eigenart des in der Umgebung gesprochenen Dialekts aus. Dieser kommt mit durchwegs weniger Spezialausdrücken des Dialekts aus (z. B. wird „immer“ statt „ollawei“ gesagt, oder schlicht „Topf“ statt „Tügi“/„Tiegel“) und verwendet stattdessen mehr Dialektformen der gehobeneren Sprache (z. B. „hintn“ statt „dreant“ für „hinten“, oder „dawischen“/„erwischen“ statt „daglaunga“/„erlangen“ für „einen Gegenstand erreichen“). Besonders fällt die Verdrängung des urtümlichen Dialekts in und in der Umgebung von Wien auf, wo sich ein eigener „gehobener Wiener Dialekt“ entwickelt hat, der sich u. a. dadurch auszeichnet, dass der Vokal „a“ gezogen ausgesprochen wird, wie man ihn schreibt, anstatt ihn wie „å“ bzw. „o“ auszusprechen, wie ansonsten in den bairischen Dialekten üblich. Überhaupt werden Wörter viel öfter nach der Schrift ausgesprochen. Wörter wie „ich, dich, mich“, werden auch als solche gesprochen und nicht als „i, di, mi“; ein weiteres Beispiel ist, dass das „net“ durch das „nicht“ ersetzt wurde.
Im Gegensatz zum übrigen Österreich werden in Vorarlberg und in Teilen des Tiroler Außerfern alemannische Dialekte gesprochen. Der Wortschatz der Vorarlberger Mundarten wird beschrieben im Vorarlbergischen Wörterbuch. Die Sprachgeographie der Mundarten in Vorarlberg und Tirol wird beschrieben im Tiroler und im Vorarlberger Sprachatlas. Ein seit dem 18. Jahrhundert entstandener Soziolekt ist das Schönbrunner Deutsch.

### Beispiele für Dialekt und Umgangssprache
| Wichtigste Beispiele für Dialekt und Umgangssprache alle Ausdrücke im Singular, sofern nicht anders angegeben        |                                                                      |                                                                         |
| in Österreich | Hochdeutsch                                                          | Regionale Zuordnung, Anmerkungen                                        |
| angsti | schwül                                                               | Innviertlerisch                                                         |
| Barras (m) | Bundesheer, Präsenzdienst                                            | Eher Westösterreich, in Deutschland üblich (Militärjargon)              |
| Bim (f) | Straßenbahn                                                          |                                                                         |
| Bummerl (n) | Verlustpunkt beim Kartenspiel                                        |                                                                         |
| Fotz (m) | Mund, Schnauze bei Tieren                                            | auch in Altbayern                                                       |
| Fotzhobel (S) | Mundharmonika oder auch Maultrommel                                  | auch in Altbayern                                                       |
| Gatsch (m) | Brei, (Straßen-)Dreck, Morast                                        | auch in Altbayern                                                       |
| Göd (m) / God(e)l (f)                                                                                                | (Tauf-)Pate/Patin                                                    | auch im südlichen Altbayern                                             |
| gschami (adj) | schamhaft, schüchtern                                                | Innviertlerisch                                                         |
| Greißler (m) | Krämer, Gemischtwarenhändler, Tante-Emma-Laden, in Altbayern: Kramer | ostösterreichisch (lt. Duden), auch im südlichen Altbayern              |
| Häfen (m) | Topf (südd.: Hafen)                                                  | ugs. auch für Gefängnis                                                 |
| (Voll-)Koffer (m) | (Voll-)Trottel                                                       | abwertend                                                               |
| Milibidschn (S) | Milchkanne                                                           | Innviertlerisch                                                         |
| Patschenpracker (m)                                                                                                  | Schuster                                                             |                                                                         |
| Pick (m) | Klebstoff                                                            | auch in Altbayern                                                       |
| Piefke (m/pl) | Abwertender Ausdruck für (Nord-)Deutsche                             | überregional                                                            |
| Pracker (m) | Teppichklopfer                                                       | auch „an Pracker haben“(Ö) – „einen an der Waffel haben“(D)             |
| Sandler (m) | Landstreicher, Obdachloser                                           | auch in Altbayern                                                       |
| Schlapfen (m) | Pantoffel, Hausschuhe                                                | auch in Altbayern; ugs. auch für Mund, Maul (z. B. „Hoid in Schlapfen“) |
| Schmäh (m) | Witz, Humor                                                          |                                                                         |
| Taxler (m) | Taxifahrer                                                           | auch in Bayern                                                          |
| Tschick (m) | Zigarette                                                            |                                                                         |
| Tschusch (m) | abwertend für Ausländer (meist für Südosteuropäer vom Balkan)        |                                                                         |
| Watsche(n) (f) | Ohrfeige                                                             | ugs. auch Fotzn; beide auch in Altbayern                                |
| zwerigst (adv) | quer über (durch den Acker)                                          | Innviertlerisch                                                         |
| m = maskulin, n = neutral, f = feminin, pl = Plural, S = Substantiv (ohne Genusangabe), adj = Adjektiv, adv = Adverb |                                                                      |                                                                         |